# Mesoleius tornei
Mesoleius tornei là một loài tò vò trong họ Ichneumonidae.